# Памятник Юрию Гагарину (Ижевск)
Памятник Юрию Гагарину в Ижевске был установлен 20 апреля 2016 года, к 55-летнему юбилею полёта Юрия Гагарина в космос.
Памятник установлен на прилегающей к ижевскому заводу «Аксион-холдинг» территории.
На церемонии открытия памятника присутствовали два лётчика-космонавта — Герой Советского Союза Александр Викторенко и Герой Российской Федерации Олег Артемьев. Помимо этого, на торжественной церемонии открытия памятника присутствовал глава города Ижевска Юрий Тюрин.
После открытия памятника он был освящён митрополитом Ижевским и Удмуртским Викторином.

## Описание памятника
Памятник представляет собой полноростовую фигуру Юрия Гагарина высотой 3,65 метра. Гагарин изображён в скафандре со снятым шлемом. Скульптура выполнена таким образом, что фигура Гагарина как бы шагает по ленте, опоясывающей монумент, которая символизирует земную орбиту.
Установленный в Ижевске памятник является копией монумента работы скульптора Анатолия Новикова, создавшего памятник Гагарину, который установлен в подмосковных Люберцах. Там он размещён рядом с училищем, где Юрий Гагарин обучался профессии литейщика.
Над изготовлением монумента, установленного в Ижевске, работал скульптор Павел Медведев. Также он рассказал на церемонии открытия о том, что ещё одна такая копия ранее была установлена в Лондоне.

## Значение памятника для Ижевска
Юрий Тюрин в своём приветственном слове на открытии памятника рассказал о том, почему именно здесь был установлен этот монумент. На заводе «Аксион», который тогда носил название Ижевский мотозавод, одним из первых было начато производство космического оборудования. Продолжается изготовление такой техники на заводе и сейчас.

## Историческое значение Ижевского мотозавода
В советский период на Ижевском мотозаводе изготавливались вычислительные машины «Электрон», использовавшиеся в произведении расчётов для запуска пилотируемых ракет и космических аппаратов.
Ижевский мотозавод получил Орден Ленина за вклад в техническое обеспечение первого полёта человека в космос.